# パヴェウ・パヴリコフスキ
パヴェウ・アレクサンデル・パヴリコフスキ （ポーランド語: Pawel Aleksander Pawlikowski, 1957年9月15日 - ）はポーランドの映画監督である。

## 生い立ち
ワルシャワ出身。父親は陸軍軍医、母親は英文学の講師をしていた。当時、ポーランドは共産主義国であり、14歳の頃、母と共にイギリスに移住、その後はドイツに渡った。その後、オックスフォード大学に進学し、文学と哲学を専攻した。

## キャリア
1980年代に入り、イギリスでドキュメンタリー番組を製作していくようになる。その中でも、旧ソ連の反体制派のヴェネディクト・エロフェーエフを題材にした作品で世界でも高い評価を得ていく。1990年、映画監督デビュー。初期は、ドキュメンタリー映画を多く監督していた。
1998年、劇映画監督に進出。2004年には『マイ・サマー・オブ・ラブ』で英国アカデミー賞 英国作品賞を受賞し、高い評価を獲得。2011年には、クリスティン・スコット・トーマスとイーサン・ホークを主演に迎えた『イリュージョン』を監督した。
2013年、修道院の少女を主人公とした映画、『イーダ』を制作。トロント国際映画祭で上映され、アメリカ合衆国やヨーロッパで高い評価を受け、第87回アカデミー賞でアカデミー外国語映画賞を受賞。その他、ヨーロッパや世界中の映画賞を獲得し、名声を不動のものにした。
2015年、第72回ヴェネツィア国際映画祭のコンペティション部門で審査員を務めた。
2018年、『COLD WAR あの歌、2つの心』を制作する。作品は第71回カンヌ国際映画祭でパルム・ドールを競い、監督賞を受賞。第91回アカデミー賞では、外国語映画賞と、アカデミー監督賞にノミネートされた。
2019年、第72回カンヌ国際映画祭のコンペティション部門にて審査員を務めた。

## 主な監督作品
- From Moscow to Pietushki with Benny (1990年) - ドキュメンタリー映画
- Dostoevsky's Travel's (1991年) - ドキュメンタリー映画
- Serbian Epics (1992年) - ドキュメンタリー映画
- Trippieg with Zhirinovsky (1994年) - ドキュメンタリー映画
- Twockers (1998年)
- The Stringer (1998年)
- 『ラストリゾート』 Last Resort (2000年)
- 『マイ・サマー・オブ・ラブ』 My Summer of Love (2004年)
- 『イリュージョン』　The Woman in the Fifth (2011年)
- 『イーダ』 Ida (2013年)
- 『COLD WAR あの歌、2つの心』 Zimna wojna (2018年)
- The Island (TBA)